# Юсупов, Мират Зиятдинович
Мират Зиятдинович Юсупов (баш. Марат Зиявдин Улы Йосопов; 28 января 1927, д. Сыйрышбашево, Чекмагушевский район, Башкирская АССР) — советский горный инженер-геолог, кандидат технических наук. Лауреат Государственной премии СССР.

## Биография
Юсупов Мират Зиятдинович родился 28 января 1927 года в деревне Сыйрышбашево Чекмагушевского района Башкирской АССР. Родился в многодетной семье, где воспитывалось 11 детей.

### Образование
В 1948 году окончил Уфимский геологоразведочный техникум по специальности «геофизик-промысловик». 
В 1962 году окончил Московский институт нефтехимической и газовой промышленности им. И.М. Губкина.
В 1975 году - кандидат технических наук (тема: «Разработка методики выделения нефтенасыщенных и заводненных коллекторов по данным опробователей пластов»). 

## Трудовая деятельность
В годы Великой Отечественной войны трудился в колхозе. 
После окончания Уфимского геологоразведочного техникума в 1948 году работал в Татарской промыслово-геофизической экспедиции (г. Лениногорск). 
С 1950 года работал в Ново-Письмянской экспедиции Бугульминской геофизической конторы треста «Башнефтегеофизика». 
В 1953–1990 годах трудился в производственном объединении «Татнефтегеофизика» (г. Бугульма), где занимал должности начальника интерпретационной партии Альметьевской геофизической экспедиции, а с 1958 года — главного геолога Лениногорской промыслово-геофизической конторы.
Научно-производственная деятельность Мирата Зиятдиновича Юсупова была посвящена гидродинамическим исследованиям нефтяных пластов. При его участии были открыты и разработаны Ромашкинское и Ново-Елховское нефтяные месторождения (оба — на территории Республики Татарстан). Им также были разработаны и внедрены комплексные геофизические методы исследования скважин, используемые при поисках и разведке залежей битумов, а также предложен способ определения положения обводнённых пластов при законтурном и внутриконтурном заводнении.
Автор более 20 научных трудов и 2 изобретений, в том числе «Комплексная интерпретация данных опробирования пласта» — Казань, 1974.  

## Награды и звания
Награждён медалями «За доблестный труд. В ознаменование 100-летия со дня рождения Владимира Ильича Ленина», «Ветеран труда», «За доблестный труд в Великой Отечественной войне», бронзовой медалью ВДНХ СССР, знаками «Отличник нефтяной промышленности», «Победитель соцсоревнования». 
Занесён в Книгу почёта Министерства нефтяной промышленности. 
Отмечен почётными грамотами Верховного Совета Татарской АССР (дважды) и общества «Знание». 
Лауреат Государственной премии СССР (1980). 
Лауреат премий им. И.М. Губкина (1970, 1973).
Заслуженный геолог РСФСР (1989), заслуженный нефтяник Татарской АССР (1977), отличник нефтяной промышленности СССР (1970), почётный нефтяник Республики Татарстан (2003).

## Семья
Женат, с супругой прожили вместе 75 лет. Отец двух сыновей - один сын является кандидатом физико-математических наук, а второй - доктором биологических наук. Имеет троих внуков и пятерых правнуков.